# Condado de Alcona
O Condado de Alcona é um dos 88 condados do estado americano de Michigan. A sede do condado é Harrisville, e sua maior cidade é Harrisville.
O condado possui uma área de 4 637 km² (dos quais 2 861 km² estão cobertos por água), uma população de 11 719 habitantes, e uma densidade populacional de 7 hab/km² (segundo o censo nacional de 2000). O condado foi fundado em 1796.